# نیو-دوردراخت
نیو-دوردراخت (به هلندی: Nieuw-Dordrecht) یک منطقهٔ مسکونی در هلند است که در امن (درنته) واقع شده‌است. نیو-دوردراخت ۲٫۰۸۰ نفر جمعیت دارد.